# مطرقة مخلبية

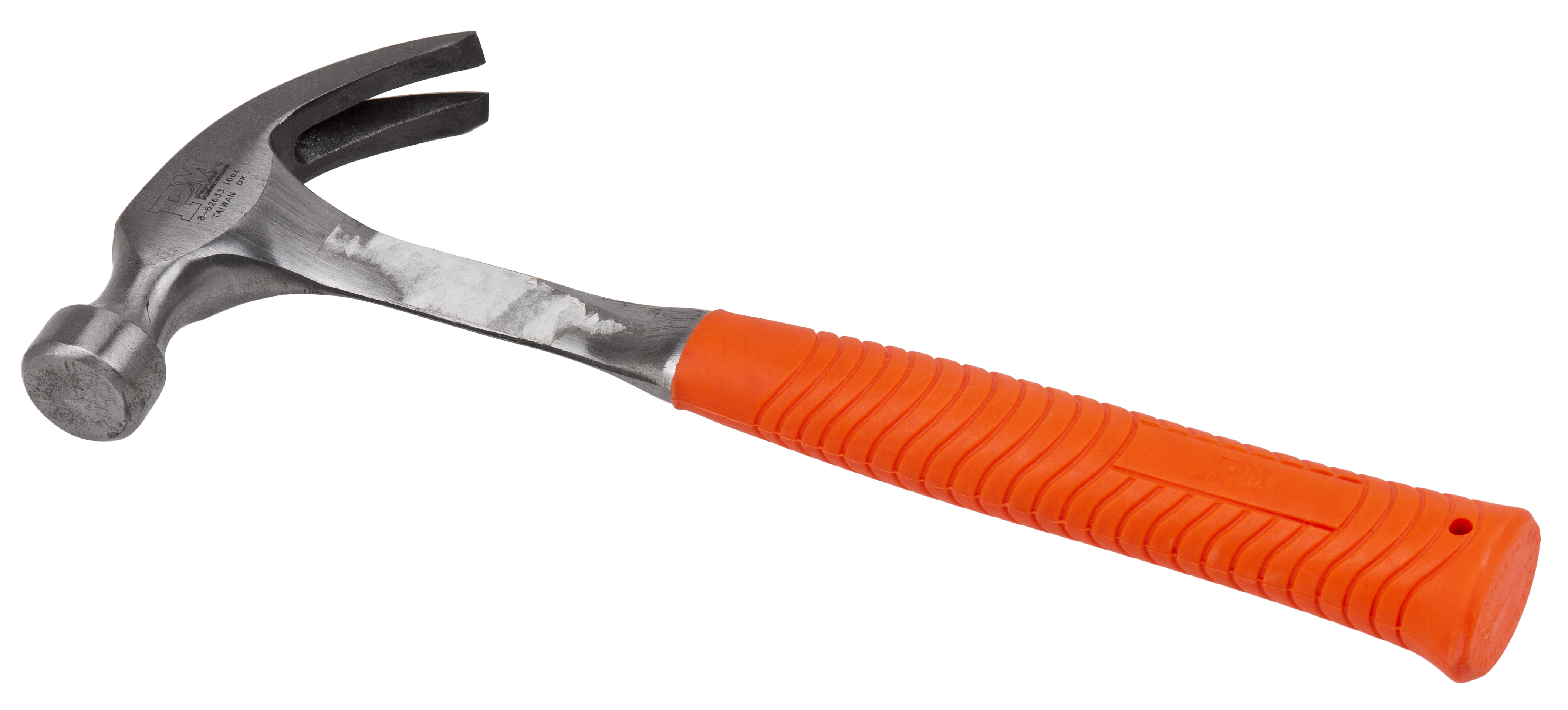
مطرقة مخلب قياسية

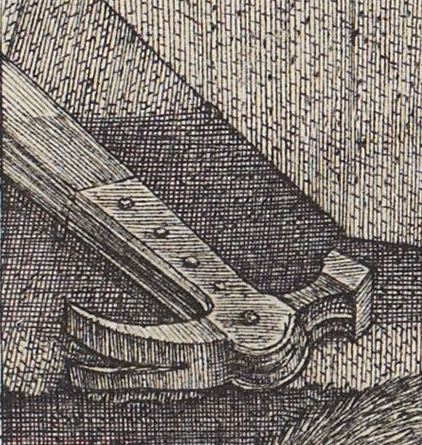
مطرقة مخلبية من القرن السادس عشر لدورر (1514)

المطرقة المخلبية هي مطرقة تستخدم في النجارة لقيادة المسامير أو سحبها من الخشب. ارتبطت المطرقة المخلبية بالنجارة ولكنها تستخدم أيضًا في التطبيقات العامة. إنها غير مناسبة للطرق القوي على الأسطح المعدنية (كما هو الحال في أعمال الآلات) ، حيث أن رأسها هش إلى حد ما ؛ المطرقة الكروية أكثر ملاءمة لمثل هذه الأعمال المعدنية.